# The Dark Horse (1932)
The Dark Horse is een film uit 1932 onder regie van Alfred E. Green.

## Verhaal
Zachary Hicks wordt genomineerd bij de conventie van de Progressive Party ook al is de kans klein dat hij gouverneur wordt. Kay stelt aan de bazen voor dat Hal Blake, op wie ze verliefd is, de campagneleider wordt. Hal verblijft op dit moment in de gevangenis voor het niet betalen van zijn alimentatie aan Maybelle. Kay weet het bestuur er echter toe over te halen hem in de gevangenis te bezoeken. Omdat ze overtuigd zijn door zijn toespraak, betalen ze zijn borg en alimentatie. Hal wordt nu aangewezen als campagneleider.

## Rolverdeling
| Acteur           | Personage        |
| ---------------- | ---------------- |
| Warren William   | Hal Samson Blake |
| Bette Davis      | Kay Russell      |
| Guy Kibbee       | Zachary Hicks    |
| Vivienne Osborne | Maybelle Blake   |
| Frank McHugh     | Joe              |